# Choi Jae-woo
Choi Jae-woo (* 27. Februar 1994 in Seoul) ist ein ehemaliger südkoreanischer Freestyle-Skier. Er startete in den Buckelpisten-Disziplinen Moguls und Dual Moguls und nahm an zwei Olympischen Winterspielen sowie drei Freestyle-Skiing-Weltmeisterschaften teil.

## Werdegang
Choi belegte bei den Weltmeisterschaften 2009 in Inawashiro den 26. Platz im Moguls sowie den 22. Rang im Dual Moguls und nahm im Januar 2010 in Calgary erstmals am Freestyle-Skiing-Weltcup teil, wobei er zweimal den 38. Platz im Moguls errang. Bei den Winter-Asienspielen 2011 in Almaty wurde er im Moguls und im Dual Moguls jeweils Vierter. Im folgenden Jahr gewann er bei den Juniorenweltmeisterschaften in Chiesa in Valmalenco die Bronzemedaille im Moguls. Zudem errang er dort den 11. Platz im Dual Moguls. In der Saison 2012/13 erreichte er mit Platz zehn im Moguls in Åre seine erste Top-Zehn-Platzierung im Weltcup und belegte bei den Weltmeisterschaften 2013 in Voss den 14. Platz im Dual Moguls sowie den fünften Rang im Moguls. Zum Saisonende kam er bei den Juniorenweltmeisterschaften 2013 auf den 29. Platz im Moguls sowie auf den fünften Rang und errang abschließend den 24. Platz im Moguls-Weltcup. In der folgenden Saison belegte er den 26. Platz im Moguls-Weltcup und bei den Olympischen Winterspielen 2014 in Sotschi den 12. Platz im Moguls. Außerdem errang er bei den Juniorenweltmeisterschaften 2014 in Chiesa in Valmalenco den 14. Platz im Moguls und den fünften Platz im Dual Moguls. In der Saison 2014/15 und 2015/16 platzierte er sich jeweils auf den 23. Platz im Moguls-Weltcup. Dabei erreichte er im Januar 2015 in Deer Valley mit dem vierten Platz im Moguls seine beste Platzierung im Weltcup. 
In der Saison 2016/17 kam Choi mit drei Top-Zehn-Platzierungen auf den 13. Platz im Moguls-Weltcup. Beim Saisonhöhepunkt, den Freestyle-Skiing-Weltmeisterschaften 2017 in der Sierra Nevada, belegte er den 20. Platz im Moguls und den 15. Rang im Dual Moguls. Zudem wurde er bei den Winter-Asienspielen 2017 in Sapporo Fünfter im Dual Moguls und gewann dort im Moguls-Wettbewerb die Silbermedaille. Nach Platz sechs im Moguls in Ruka beim ersten Weltcup der Saison 2017/18, wiederholte er in Thaiwoo zweimal mit dem vierten Platz seine beste Weltcupplatzierung. Auch in Mont-Tremblant kam er auf den vierten Platz und absolvierte in Tazawako seinen 57. und damit letzten Weltcup, welchen er auf dem 22. Platz im Moguls beendete. Beim Saisonhöhepunkt, den Olympischen Winterspielen 2018 in Pyeongchang, wurde er Zwölfter im Moguls. Die Saison beendete er auf dem 34. Platz im Gesamtweltcup und auf dem siebten Rang im Moguls-Weltcup.

## Erfolge

### Olympische Spiele
- Sotschi 2014: 12. Platz Moguls
- Pyeongchang 2018: 12. Platz Moguls

### Weltmeisterschaften
- Inawashiro 2009: 22. Platz Dual Moguls, 26. Platz Moguls
- Voss 2013: 5. Platz Moguls, 14. Platz Dual Moguls
- Sierra Nevada 2017: 15. Platz Dual Moguls, 20. Platz Moguls

### Weltcupwertungen
| Saison  | Gesamt | Gesamt | Moguls | Moguls |
| Saison  | Platz  | Punkte | Platz  | Punkte |
| ------- | ------ | ------ | ------ | ------ |
| 2011/12 | 197.   | 2      | 45.    | 27     |
| 2012/13 | 126.   | 9      | 24.    | 103    |
| 2013/14 | 133.   | 9      | 26.    | 95     |
| 2014/15 | 96.    | 10     | 23.    | 86     |
| 2015/16 | 116.   | 10,5   | 23.    | 84     |
| 2016/17 | 82.    | 16,91  | 13.    | 186    |
| 2017/18 | 34.    | 28,8   | 7.     | 288    |

### Juniorenweltmeisterschaften
- Chiesa in Valmalenco 2012: 3. Platz Moguls, 11. Platz Dual Moguls
- Chiesa in Valmalenco 2013: 5. Platz Dual Moguls, 29. Platz Moguls
- Chiesa in Valmalenco 2014: 5. Platz Dual Moguls, 14. Platz Moguls

### Weitere Erfolge
- Winter-Asienspiele 2011: 4. Platz Dual Moguls, 4. Platz Moguls
- Winter-Asienspiele 2017: 2. Platz Moguls, 5. Platz Dual Moguls